# أميريكان مكغي
أميريكان جيمس مكغي (بالإنجليزية: American James McGee) هو مصمم ألعاب أمريكي ولد في 13 ديسمبر 1972.

## وصلات خارجية
- أميريكان مكغي على موقع IMDb (الإنجليزية)
- أميريكان مكغي على موقع ميتاكريتيك (الإنجليزية)